# Everything in Slow Motion
Everything in Slow Motion ist eine 2012 gegründete Rock- bzw. Post-Rock-Band aus Fargo im US-Bundesstaat North Dakota.

## Werdegang
Bandgründer Shane Ochsner war ursprünglich Sänger der Band Hands, die ihre letzten Tonträger auf Facedown Records veröffentlichte. Nachdem sich diese Gruppe aufgelöst hatte, startete er Everything in Slow Motion 2012 als Solo-Projekt. Sein erster Tonträger unter dem neuen Banner war die 7" Red. Sein bisheriges Label wurde hier wie auch bei den folgenden Werken – darunter den beiden Alben Phoenix im Jahr 2013 und Influence im Jahr 2020 – wieder als Partner aktiv.
Das Debütalbum erreichte Platz 15 in den Heatseekers Charts von Billboard.

## Diskografie

### Alben
- 2013: Phoenix (Facedown Records)
- 2020: Influence (Facedown Records)

### Singles & EPs
- 2012: Red (7", Facedown Records)
- 2016: Laid Low (Facedown Records)